# Черкизовский парк (Пушкинский район)

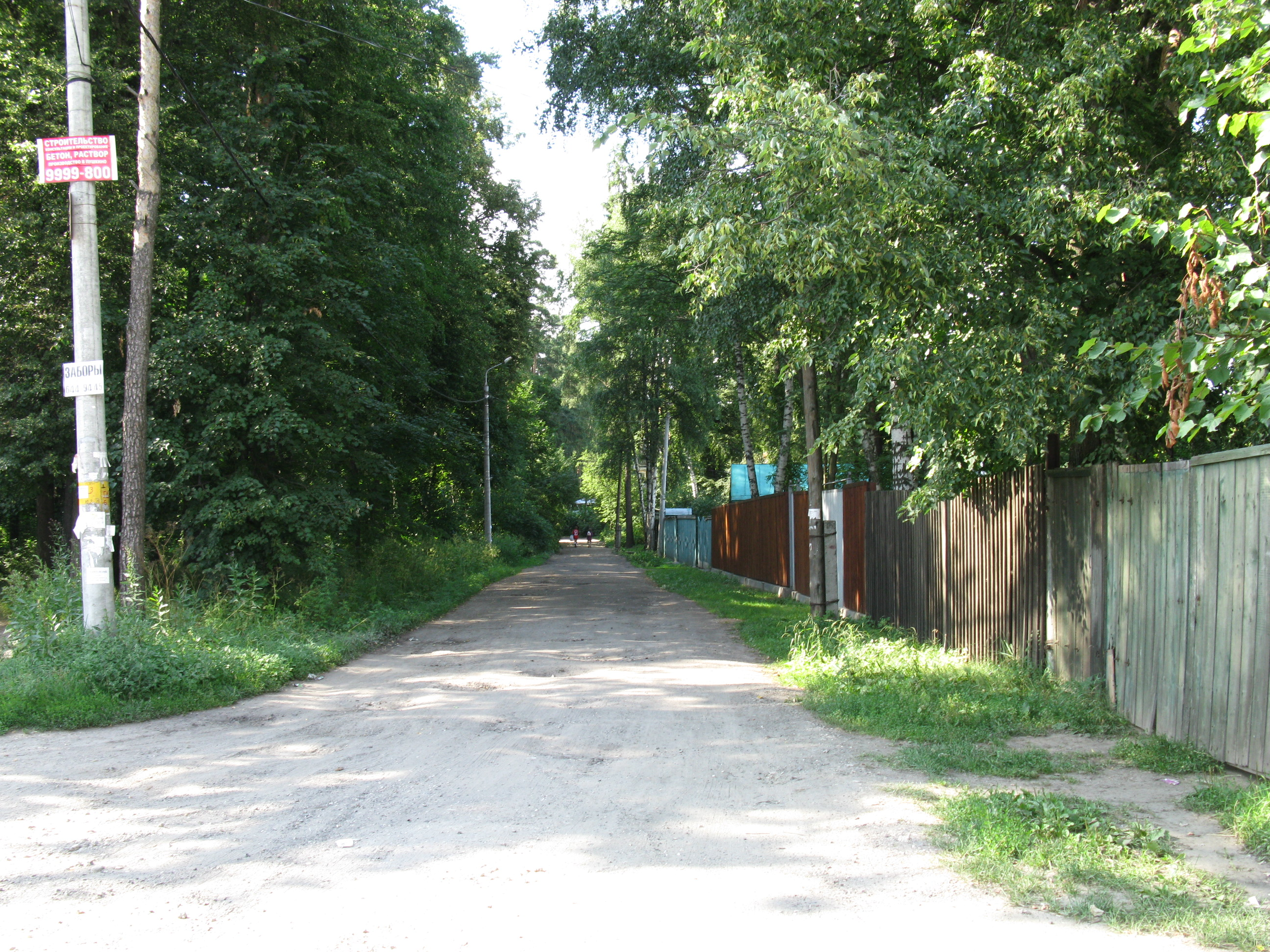
Главная аллея Черкизовского парка — улица Черкизовский парк

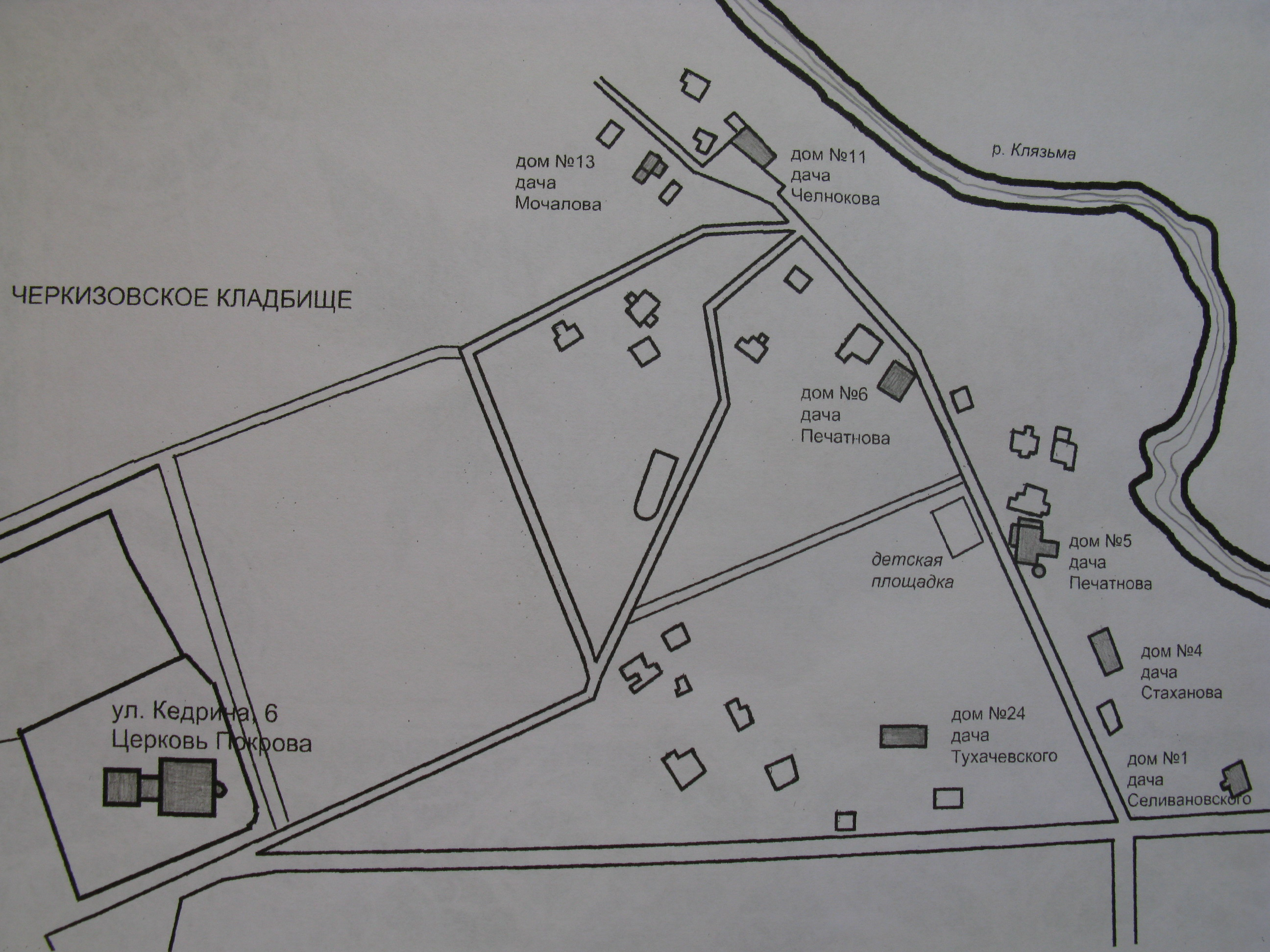
Карта Черкизовского парка с указаниями местоположения дач

Черкизовский парк — парк, основанный в конце XIX века в посёлке Черкизово в сосновом бору на берегу Клязьмы, ныне в Пушкинском городском округе Московской области.

## История
Датой основания парка называют 1895 год, когда вблизи посёлка появился полустанок «Тарасовка». В то же время в посёлок начинают съезжаться купцы и фабриканты, и Черкизово становится излюбленным местом дачников. Приглянулся им и сосновый бор, располагающийся к северу от посёлка в пойме реки Клязьмы. Расчищенный и благоустроенный бор с дачами, построенными на берегу реки, с дорожками, игровыми площадками и построенными на Клязьме купальнями стал походить на парк, впоследствии прозванный Черкизовским.
В начале XX века часть западной стороны парка заняло кладбище при Покровской церкви, в строительство которой местные фабриканты вкладывали деньги.
Как и в XIX веке, так и в XX парк как будто «притягивает» дачников. Сюда приезжают отдыхать довольно известные люди, и каждый по-своему помогает улучшать территорию бора. В начале XX века немало усилий приложил и фабрикант Дмитрий Петрович Бахрушин, живший по соседству, для обустройства парка.

## 1920-е
В 1920-е годы владельцы дач были вынуждены покинуть свои владения. Их дома приспосабливались под общежития, раздавались большевикам и революционерам. На даче Мочалова какое-то время жил инженер Эйсмонт, у которого снимали комнату братья Знаменские. На дачах Печатнова и Козлова разместили народный дом и музыкальный техникум. Дача Челнокова стала служить многоквартирным жилым домом, здесь изначально снимал в Черкизово комнату Дмитрий Кедрин.

## Современное состояние
Дачи купцов и фабрикантов приспособлены под жилые дома. Новых домов здесь почти не строится.
Сегодня парк остаётся излюбленным местом местных жителей, в том числе и детей.

## Известные жители
- Купец Селивановский (дом № 1)
- А. Г. Стаханов (дом № 4)
- Чаеторговец Печатнов (дом № 5)
- Фабрикант Козлов (дом № 6)
- М. В. Челноков (дом № 11, сгорел 08.05.09.)
- Купец Мочалов (дом № 13)
- М. Н. Тухачевский (дом № 24)
- Н. А. Кун

## Галерея

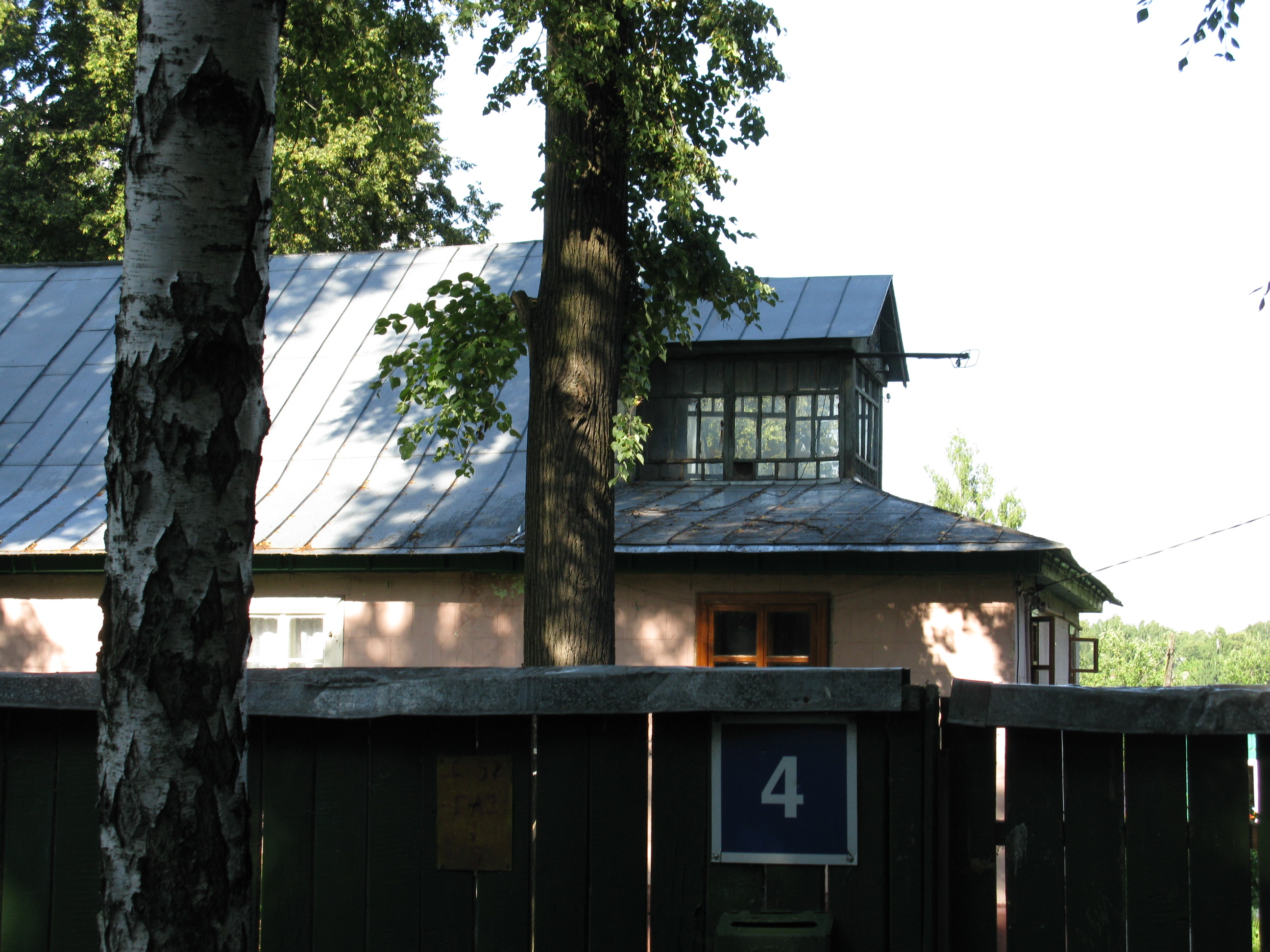
Дом № 4 — Дача А. Г. Стаханова
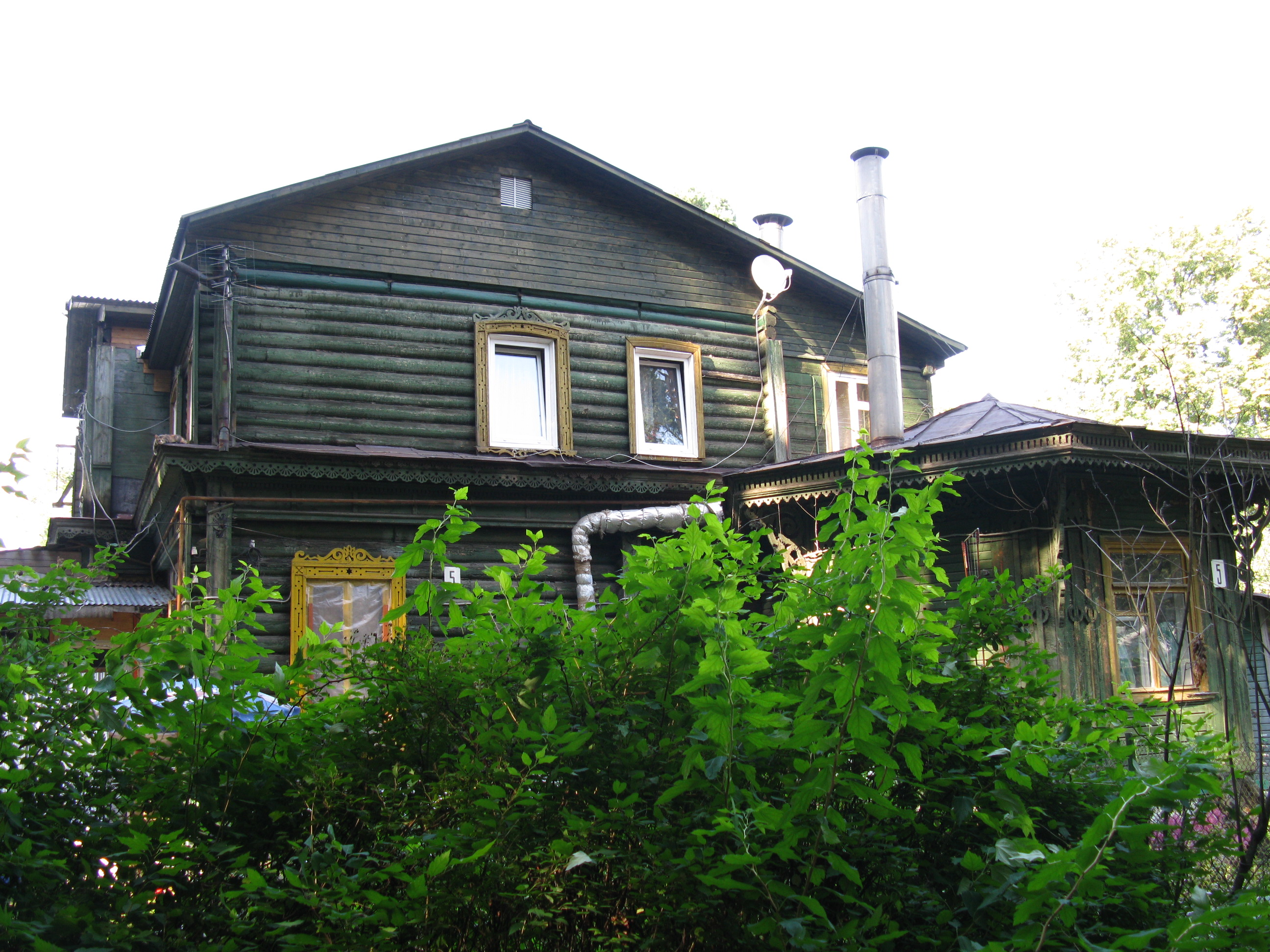
Дом № 5 — Дача чаеторговца Печатнова (позднее- музыкальный техникум)
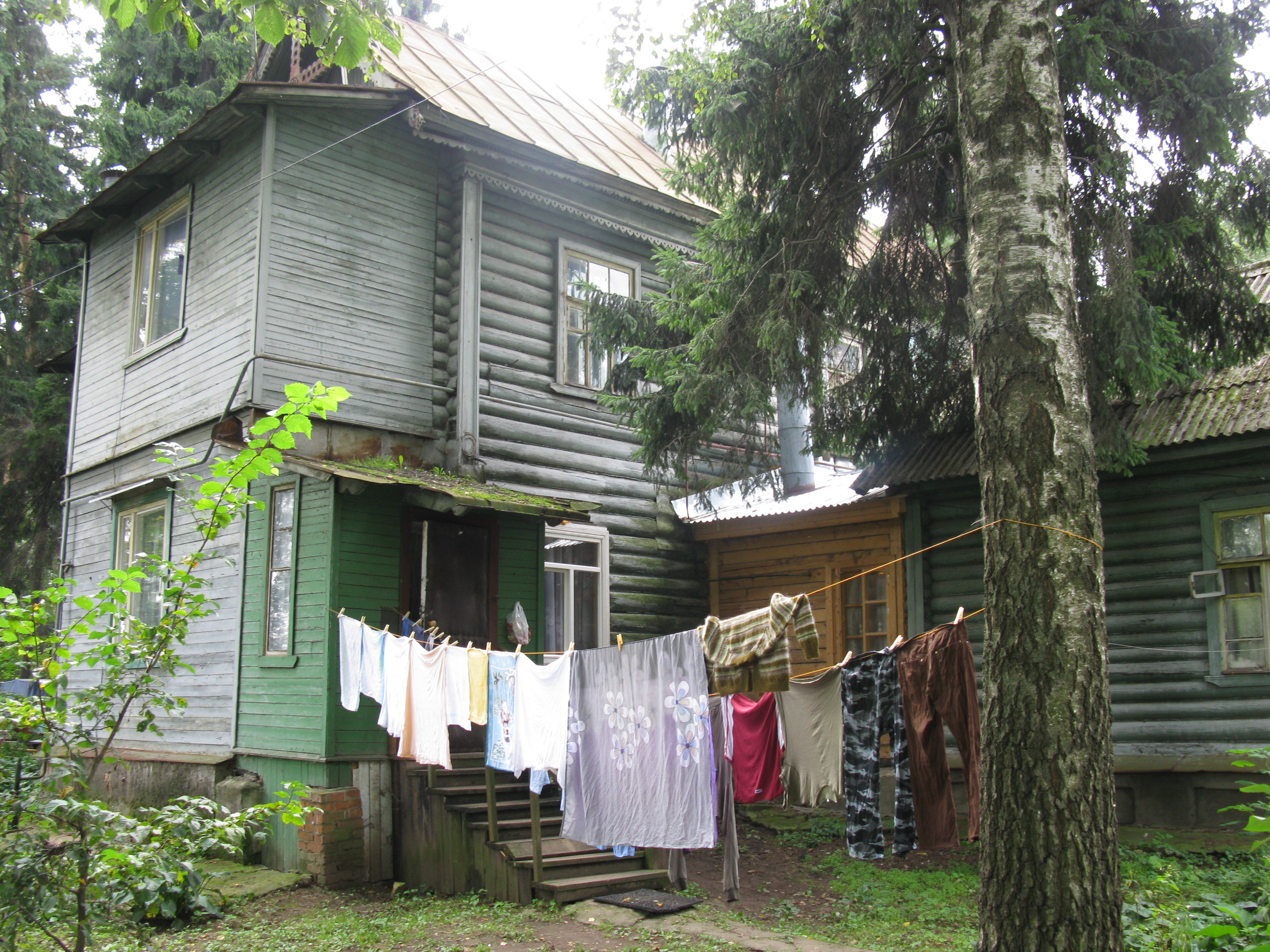
Дом № 6 — Дача фабриканта Козлова (позднее — столовая музыкального техникума)
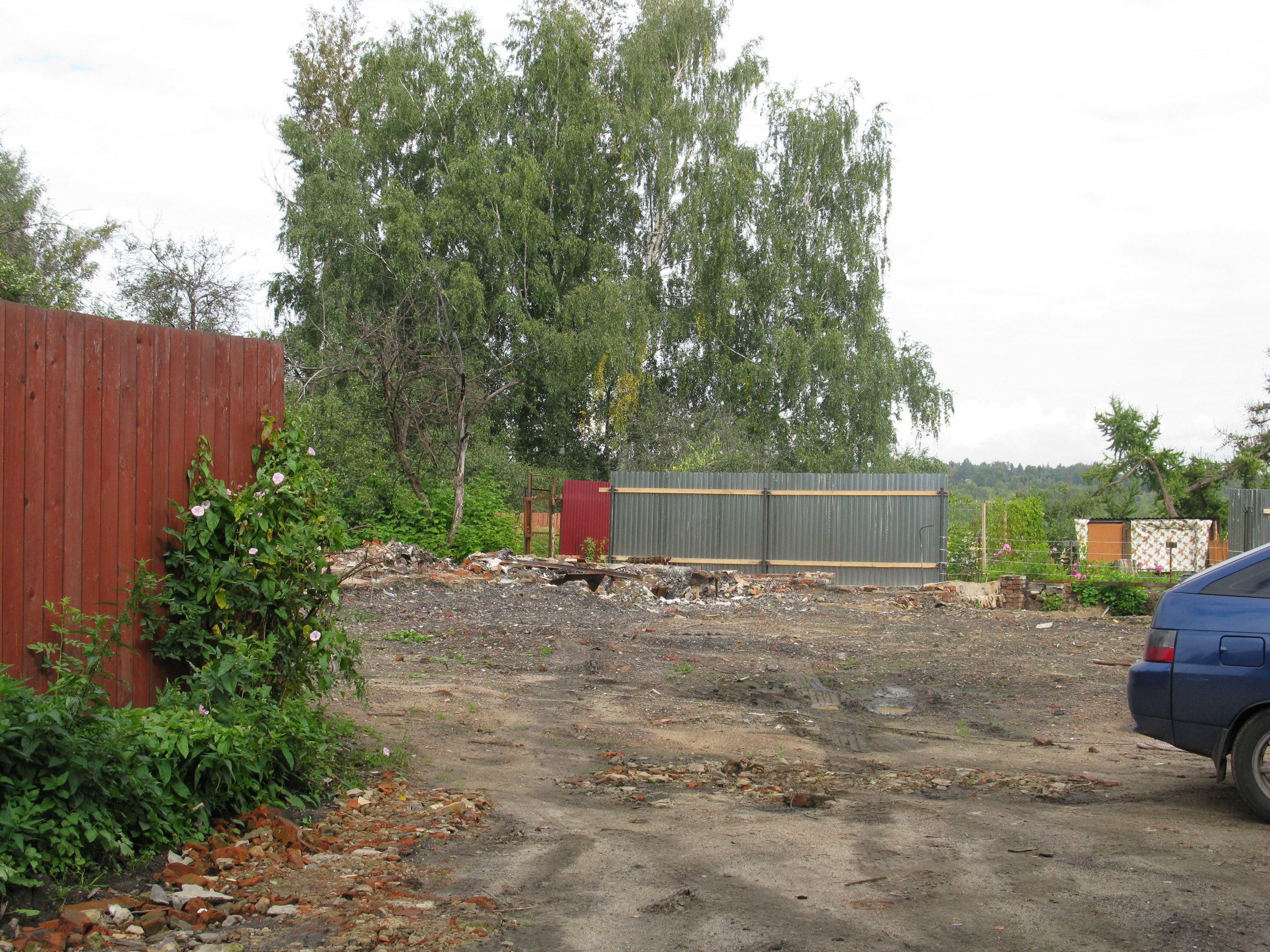
Участок № 11 — место сгоревшей дачи М. В. Челнокова. Август 2009.
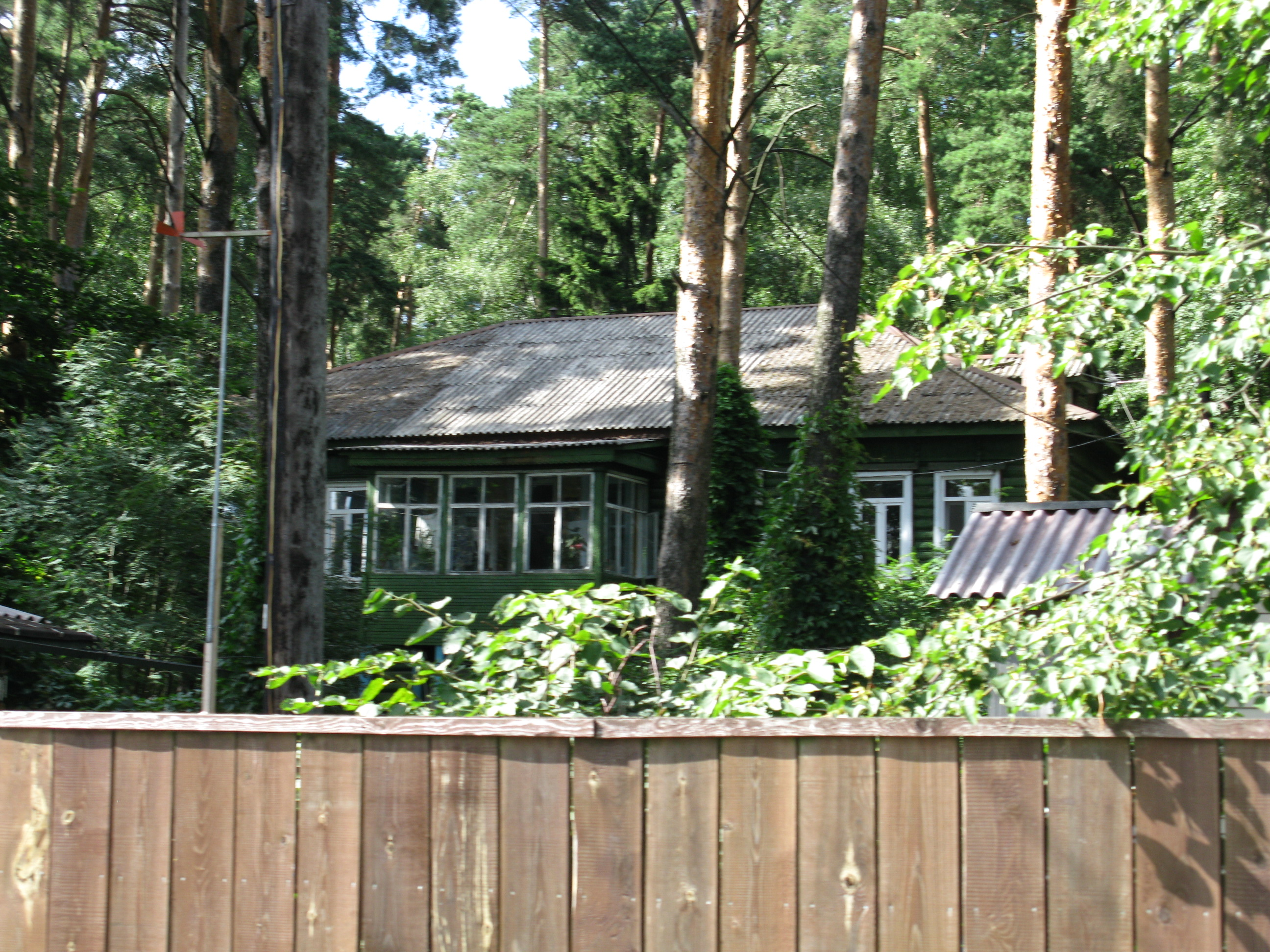
Дом № 24 — Дача М. Н. Тухачевского

## Схожие названия
Не путать с Природно-исторический парк «Черкизовский», в черте Москвы (другая вотчина Серкиза).